# Concierto para violonchelo n.º 1 (Haydn)

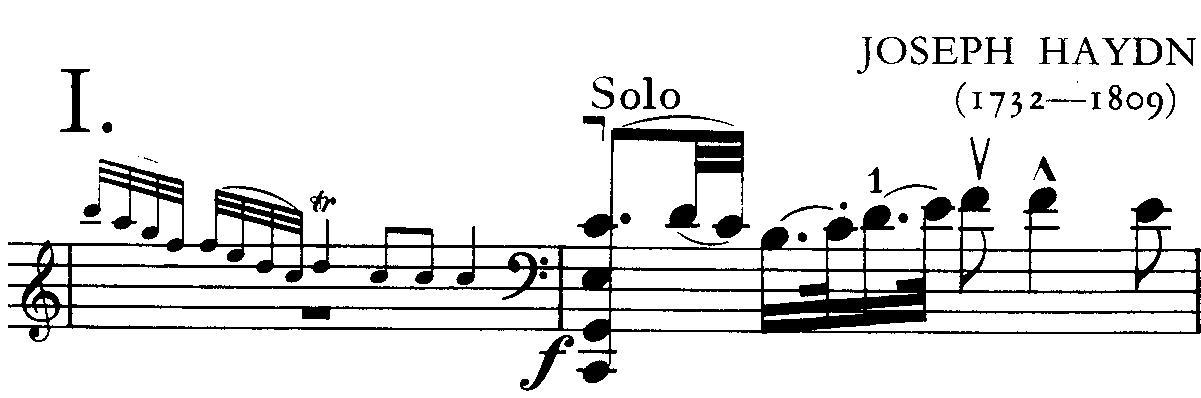
Comienzo del solo de violonchelo del primer movimiento.

El Concierto para violonchelo y orquesta n.º 1 en do mayor, Hob. VII B1, fue compuesto por Joseph Haydn entre 1761 y 1765 para Joseph Franz Weigl, destacado chelista de la orquesta de Esterházy que dirigía Haydn. Este concierto se creía perdido hasta una fecha tan reciente como 1961, cuando apareció en el Museo Nacional de Praga, entre diversos documentos pertenecientes al Castillo Radenin.
Como en otras obras compuestas para Weigl, se le exige al solista un gran virtuosismo. Las cadencias del primer y segundo movimientos no son originales del compositor; normalmente, el chelista toca cadencias de compositores anónimos del siglo XVIII u otras compuestas después de 1961.